# Jankówko (stacja kolejowa)
Jankówko – zlikwidowana stacja kolejowa w Jankówku, w gminie Wilczęta, w Powiecie braniewskim w województwie warmińsko-mazurskim, w Polsce. Położona na linii kolejowej ze Słobit do Dobrów. Linia ta została ukończona w 1925 roku. Została rozebrana w 1945 roku.